# Мирослав Церар
Мирослав Церар (28 жовтня 1939, Любляна)  — гімнаст Соціалістичної Федеративної Республіки Югославії та юрист словенської етнічної приналежності.

## Спортивна кар'єра
Мирослав Церар представляв Югославію на Літніх Олімпійських іграх 1964 року та Літніх Олімпійських іграх 1968 року. В Токіо здобув дві медалі: золото та бронзу, а в Мексиці у 1968 році завоював золоту медаль за дисципліну кінь.
Церар брав участь в п'ятьох чемпіонатах світу зі спортивної гімнастики, здобувши за цей час чотири золоті медалі та одну бронзову. Крім цього Мирослав є дев'ятиразовим золотим призером чемпіонату Європи зі спортивної гімнастики серед чоловіків.
В своїй країні Церар здобув 13 національних титулів і аж вісім раз був обраний спортсменом року Югославії. Міжнародний олімпійський комітет нагородив Мирослава срібним олімпійським орденом. Він також був членом Словенської Олімпійської Академії, членом Комісії чесної гри Олімпійського комітету Словенії та Виконавчого комітету Європейського руху чесної гри.

## Сім'я
Церар з 1941 по 2013 рік був одружений зі Зденкою Церар, яка виконувала обов'язки першої жінки Генерального прокурора Республіки Словенія (1999–2004), була міністром юстиції (2004) та віце-президентом ЛДС. У молодості Зденка також була чемпіонкою з гімнастики в Югославії та членом збірної Югославії. Після закінчення активної кар'єри вона працювала тренером та арбітром.
Церар вивчав право та багато років працював юристом. Його син Миро Церар також є юристом і політиком. Миро був прем'єр-міністром Словенії та главою партії Миро Церара.

## Нагороди та відзнаки
У 1999 році, Мирослав Церар отримав своє місце в Міжнародній залі слави гімнастів, а у 2011 
Залі слави словенських спортсменів.